# Berlin (Schiff, 1889)
Die Berlin war ein Eisbrecher, gebaut im Jahre 1889. Das Dampfschiff lief unter der Flagge des Deutschen Reiches und der BRD.
Das Schiff lief am 24. Dezember 1889 auf der Werft Stettiner Maschinenbau AG Vulcan in Stettin für die Industrie- und Handelskammer Stettin vom Stapel. Der Eisbrecher wurde von der Stettiner Dampfschiffs-Gesellschaft J. F. Braeunlich bereedert und war auf der Ostsee eingesetzt. Am Ende des Zweiten Weltkrieges wurde er 1945 in Kiel zunächst außer Dienst gestellt. Das Schiff wurde 1947 von der Seewasserverwaltung Hamburg wieder in Betrieb genommen und ging 1949 in den Besitz der Nordmeer-Reederei Hamburg über. Nach deren Konkurs 1951 erfolgte der Verkauf zur Verschrottung.